# 張懷信
張懷信（1868年—？），字李符，直隸省保定府安州人，清朝政治人物、進士出身。
光緒十五年己丑科，顺天乡试中举，二十年（1894年），参加光緒甲午科殿試，登進士二甲77名。同年五月，改翰林院庶吉士。光緒二十一年四月，散館，著以知县即用。